# Nazionale maschile di pallacanestro della Grecia
La nazionale maschile di pallacanestro della Grecia (Εθνική ομάδα καλαθοσφαίρισης Ελλάδας) è gestita dalla Federazione cestistica della Grecia e partecipa ai tornei internazionali maschili di pallacanestro per nazioni gestiti dalla FIBA.

## Storia
La selezione maschile della nazionale greca, ai Campionati Europei, ha vinto due medaglie d'oro, nel 1987 e nel 2005, una d'argento, nel 1989 e due di bronzo, nel 1949 e nel 2009.
Ha partecipato quattro volte al Torneo Olimpico, nel 1952, nel 1996, nel 2004 e nel 2008.
Il miglior risultato della sua storia sportiva è rappresentato dalla medaglia d'argento al Campionato Mondiale 2006, dopo una clamorosa vittoria sul "dream team" USA in semifinale. Precedentemente, in questa competizione, aveva conseguito anche due quarti posti, nel 1994 e nel 1998.

## Piazzamenti

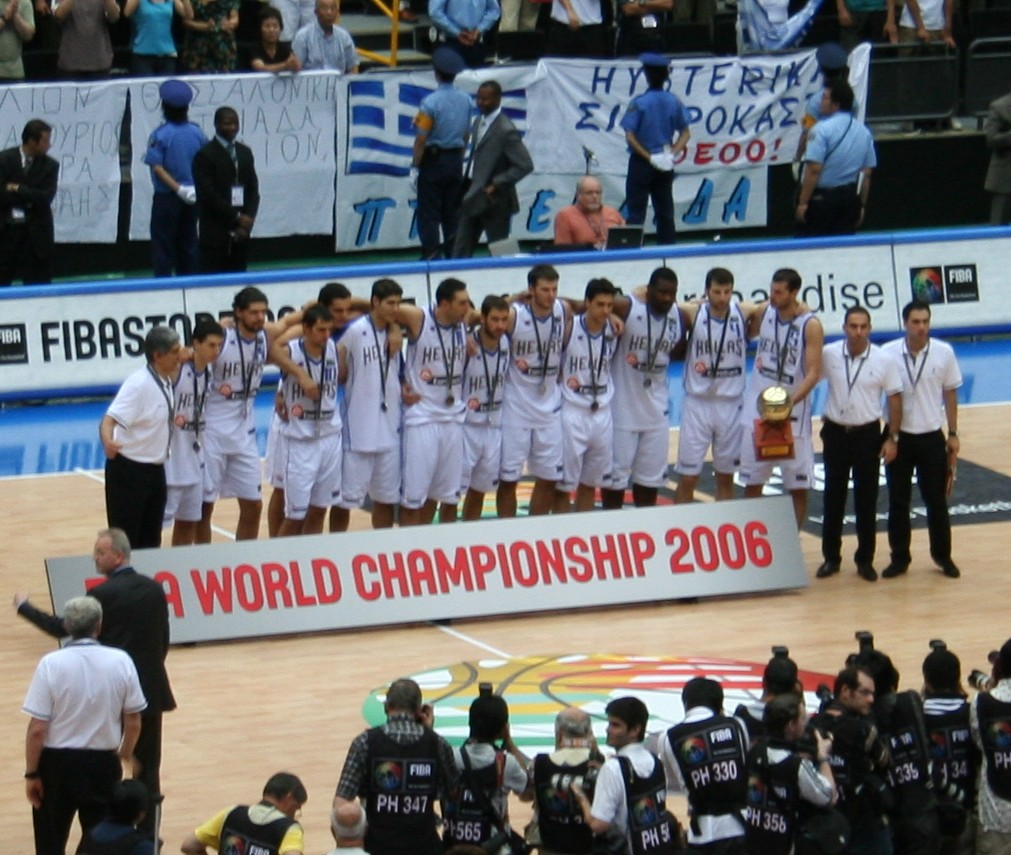
Nel 2006 il primo podio mondiale

### Olimpiadi
- 1952 - 17°
- 1996 - 5°
- 2004 - 5°
- 2008 - 5°

### Campionati del mondo
- 1986 - 10°
- 1990 - 6°
- 1994 - 4°
- 1998 - 4°

- 2006 -  2°
- 2010 - 10°
- 2014 - 9°
- 2019 - 11°

### Campionati europei
- 1949 -  3°
- 1951 - 8°
- 1961 - 17°
- 1965 - 8°
- 1967 - 12°

- 1969 - 10°
- 1973 - 11°
- 1975 - 12°
- 1979 - 9°
- 1981 - 9°

- 1983 - 11°
- 1987 -  1°
- 1989 -  2°
- 1991 - 5°
- 1993 - 4°

- 1995 - 4°
- 1997 - 4°
- 1999 - 16°
- 2001 - 9°
- 2003 - 5°

- 2005 -  1°
- 2007 - 4°
- 2009 -  3°
- 2011 - 6°
- 2013 - 11°

- 2015 - 5°
- 2017 - 8°
- 2022 - 5°

### Giochi del Mediterraneo
- 1951 - 4°
- 1955 -  3°
- 1967 - 4°
- 1971 -  3°
- 1975 - 6°

- 1979 -  1°
- 1983 - 4°

### Campionati balcanici
- 1962 - 5°
- 1963 -  2°
- 1964 -  3°
- 1966 -  3°
- 1967 -  3°

- 1968 - 5°
- 1969 -  2°
- 1970 - 4°
- 1971 - 4°
- 1972 -  2°

- 1973 - 5°
- 1974 - 4°
- 1975 - 4°
- 1976 -  3°
- 1977 -  3°

- 1978 - 4°
- 1979 -  1°
- 1980 -  3°
- 1981 -  3°
- 1982 - 5°

- 1983 -  2°
- 1984 -  3°
- 1985 -  3°
- 1986 -  1°
- 1988 - 4°

- 1990 - 4°

### Manifestazioni minori
- Torneo Supercup: 3

2005, 2008, 2011
- Torneo Acropolis: 19

1989, 1992, 1993, 1996, 1998, 1999, 2000, 2002, 2003, 2005, 2006, 2007, 2008, 2009, 2010, 2013, 2015, 2022, 2024

## Formazioni

### Olimpiadi
Pallacanestro ai Giochi della XV Olimpiade3 Taliadōros, 4 Roumpanīs, 5 Matthaiou, 6 Lamprou, 7 Arvanitīs, 8 Manias, 9 Stefanidīs, 10 Mīlas, 11 A. Spanoudakīs, 12 Cholevas, 13 G. Spanoudakīs, 14 Papadīmas,        All. Vladimīros Vallas
Pallacanestro ai Giochi della XXVI Olimpiade - Torneo maschile4 Mpakatsias, 5 Patavoukas, 6 Giannakīs, 7 Papanikolaou, 8 Sigalas, 9 Kakiousīs, 10 Alvertīs, 11 Oikonomou, 12 Aggelidīs, 13 Fasoulas, 14 Rentzias, 15 Christodoulou,        All. Makīs Dendrinos
Pallacanestro ai Giochi della XXVIII Olimpiade - Torneo maschile4 Alvertīs, 5 Papaloukas, 6 Zīsīs, 7 Papanikolaou, 8 Spanoulīs, 9 Fōtsīs, 10 Chatzīvrettas, 11 Ntikoudīs, 12 Tsartsarīs, 13 Diamantidīs, 14 Papadopoulos, 15 Kakiouzīs,        All. Panagiōtīs Giannakīs
Pallacanestro ai Giochi della XXIX Olimpiade - Torneo maschile4 Papaloukas, 5 Mpourousīs, 6 Zīsīs, 7 Spanoulīs, 8 Vasilopoulos, 9 Fōtsīs, 10 Printezīs, 11 Glyniadakīs, 12 Tsartsarīs, 13 Diamantidīs, 14 Schortsianitīs, 15 Pelekanos,        All. Panagiōtīs Giannakīs
Pallacanestro ai Giochi della XXXIII Olimpiade - Torneo maschile0 Walkup, 5 Larentzakīs, 6 Mōraitīs, 7 Toliopoulos, 8 Calathes, 11 Kalaitzakīs, 14 Papagiannīs, 15 Charalampopoulos, 16 Papanikolaou, 33 Chougkaz, 34 Antetokounmpo, 44 Mītoglou,        All. Vasilīs Spanoulīs

### Mondiali
Campionato mondiale maschile di pallacanestro 19864 Galīs, 5 Stauropoulos, 6 Giannakīs, 7 Kampourīs, 8 Pedoulakīs, 9 Karatzas, 10 Rōmanidīs, 11 Filippou, 12 Andritsos, 13 Dīmakopoulos, 14 C. Christodoulou, 15 F. Christodoulou,        All. Kōstas Politīs
Campionato mondiale maschile di pallacanestro 19904 Gasparīs, 5 Patavoukas, 6 Giannakīs, 7 Kampourīs, 8 Nelson, 9 Galakteros, 10 Papadopoulos, 11 Lypīridīs, 12 Andritsos, 13 Fasoulas, 14 Iōannou, 15 Christodoulou,        All. Euthymīs Kioumourtzoglou
Campionato mondiale maschile di pallacanestro 19944 Mpakatsias, 5 Patavoukas, 6 Giannakīs, 7 Mpountourīs, 8 Sigalas, 9 Mylōnas, 10 Galakteros, 11 Papapetrou, 12 Tsekos, 13 Fasoulas, 14 Rentzias, 15 Christodoulou,        All. Makīs Dendrinos
Campionato mondiale maschile di pallacanestro 19984 Kalaitzīs, 5 Mpalogiannīs, 6 Mpountourīs, 7 Papanikolaou, 8 Sigalas, 9 Korōnios, 10 Alvertīs, 11 Oikonomou, 12 Tsakalidīs, 13 Fasoulas, 14 Rentzias, 15 Karagkoutīs,        All. Panagiōtīs Giannakīs
Campionato mondiale maschile di pallacanestro 20064 Papaloukas, 5 Schortsianitīs, 6 Zīsīs, 7 Spanoulīs, 8 Vasilopoulos, 9 Fōtsīs, 10 Chatzīvrettas, 11 Ntikoudīs, 12 Tsartsarīs, 13 Diamantidīs, 14 Papadopoulos, 15 Kakiouzīs,        All. Panagiōtīs Giannakīs
Campionato mondiale maschile di pallacanestro 20104 Vougioukas, 5 Mpourousīs, 6 Zīsīs, 7 Spanoulīs, 8 Calathes, 9 Fōtsīs, 10 Printezīs, 11 Perperoglou, 12 Tsartsarīs, 13 Diamantidīs, 14 Kaimakoglou, 15 Schortsianitīs,        All. Jonas Kazlauskas
Campionato mondiale maschile di pallacanestro 20144 Mantzarīs, 5 Mpourousīs, 6 Zīsīs, 7 Vasileiadīs, 8 Calathes, 9 Glyniadakīs, 10 Papanikolaou, 11 Sloukas, 12 Kaimakoglou, 13 Antetokounmpo, 14 Vougioukas, 15 Printezīs,        All. Fōtīs Katsikarīs
Campionato mondiale maschile di pallacanestro 20195 Larentzakīs, 8 Calathes, 9 Mpourousīs, 10 Sloukas, 14 Papagiannīs, 15 Printezīs, 16 Papanikolaou, 17 Mantzarīs, 19 Papapetrou, 21 Vasilopoulos, 34 G. Antetokounmpo, 43 T. Antetokounmpo,        All. Thanasīs Skourtopoulos
Campionato mondiale maschile di pallacanestro 20230 Walkup, 1 Rogkavopoulos, 3 Lountzīs, 5 Larentzakīs, 6 Mōraitīs, 13 Mpochōridīs, 14 Papagiannīs, 16 Papanikolaou, 21 Papapetrou, 43 Antetokounmpo, 44 Mītoglou, 76 Chatzīdakīs,        All. Dīmītrīs Itoudīs

### Europei
Campionato europeo maschile di pallacanestro 19493 Taliadōros, 4 S. Apostolidīs, 5 A. Apostolidīs, 6 Arvanitīs, 7 Skylakakīs, 8 Nomikos, 9 Mīlas, 10 Pantazopoulos, 11 Spanoudakīs, 12 Lamprou, 21 Matthaiou, 22 Mpournelos, 30 Kōstopoulos,        All. Giōrgos Karatzopoulos
Campionato europeo maschile di pallacanestro 19513 Matthaiou, 4 Mīlas, 5 Apostolidīs, 6 Lamprou, 7 Arvanitīs, 8 Cholevas, 9 Roumpanīs, 10 Stefanidīs, 11 Manias, 13 A. Spanoudakīs, 14 G. Spanoudakīs, 15 Taliadōros,        All. Vladimīros Vallas
Campionato europeo maschile di pallacanestro 19614 Amerikanos, 5 Alimprantīs, 6 Chrīsteas, 7 Oikonomou, 8 Kontovounīsios, 9 Tsikas, 10 Mpousios, 11 Chalas, 12 Mourouzīs, 13 Gousios, 14 Lekkas, 15 Politīs,        All. Faidōn Matthaiou
Campionato europeo maschile di pallacanestro 19654 Politīs, 5 Mparlas, 6 Lekkas, 7 Kolokythas, 8 Larentzakīs, 9 Maglos, 10 Amerikanos, 11 Kontovounīsios, 12 Panagiōtarakos, 13 Sismanidīs, 14 Trontzos, 15 Chaikalīs,        All. Faidōn Matthaiou
Campionato europeo maschile di pallacanestro 19674 Tsavas, 5 Mparlas, 6 Politīs, 7 Kolokythas, 8 Zoupas, 9 Maglos, 10 Gkoumas, 11 Mpatzios, 12 Larentzakīs, 13 Diamantopoulos, 14 Trontzos, 15 Chaikalīs,        All. Missas Pantazopoulos
Campionato europeo maschile di pallacanestro 19694 Spanos, 5 Mparlas, 6 Trontzos, 7 Kolokythas, 8 Zoupas, 9 Gkoumas, 10 Diamantopoulos, 11 Chaikalīs, 12 Sismanidīs, 13 Cristoforou, 14 Katsafados, 15 Peppas,        All. Faidōn Matthaiou
Campionato europeo maschile di pallacanestro 19734 Kontos, 5 Giatzoglou, 6 Trontzos, 7 Giannouzakos, 8 Raftopoulos, 9 Stamelos, 10 Kefalos, 11 Gkoumas, 12 Sismanidīs, 13 Kastrinakīs, 14 Iordanidīs, 15 Papageōrgiou,        All. Kōstas Mourouzīs
Campionato europeo maschile di pallacanestro 19754 Kontos, 5 Gkoumas, 6 Kokolakīs, 7 Giannouzakos, 8 Raftopoulos, 9 Sakellariou, 10 Korōnaios, 11 Giatzoglou, 12 Papageōrgiou, 13 Kastrinakīs, 14 Diakoulas, 15 Fōsses,        All. Vaggelīs Nikītopoulos
Campionato europeo maschile di pallacanestro 19794 Gkekos, 5 Paramanidīs, 6 Giannakīs, 7 Giannouzakos, 8 Katsoulīs, 9 Sakellariou, 10 Korōnaios, 11 Giatzoglou, 12 Papageōrgiou, 13 Kastrinakīs, 14 Karatzoulidīs, 15 Kokolakīs,        All. Richard Dukeshire
Campionato europeo maschile di pallacanestro 19814 Galīs, 5 Andritsos, 6 Giannakīs, 7 Petropoulos, 8 Katsoulīs, 9 Vidas, 10 Korōnaios, 11 Zōīs, 12 Papageōrgiou, 13 Kastrinakīs, 14 Karatzoulidīs, 15 Kokolakīs,        All. Giannīs Iōannidīs
Campionato europeo maschile di pallacanestro 19834 Paragyios, 5 Mallach, 6 Giannakīs, 7 Galīs, 8 Katsoulīs, 9 Gkekos, 10 Rōmanidīs, 11 Stauropoulos, 12 Andritsos, 13 Fasoulas, 14 Alexandrīs, 15 Kokolakīs,        All. Kōstas Politīs
Campionato europeo maschile di pallacanestro 19874 Galīs, 5 Stauropoulos, 6 Giannakīs, 7 Kampourīs, 8 Linardos, 9 Karatzas, 10 Rōmanidīs, 11 Filippou, 12 Andritsos, 13 Fasoulas, 14 Iōannou, 15 Christodoulou,        All. Kōstas Politīs
Campionato europeo maschile di pallacanestro 19894 Galīs, 5 Patavoukas, 6 Giannakīs, 7 Kampourīs, 8 Nelson, 9 Aggelidīs, 10 Korfas, 11 Filippou, 12 Andritsos, 13 Fasoulas, 14 Papadopoulos, 15 Christodoulou,        All. Euthymīs Kioumourtzoglou
Campionato europeo maschile di pallacanestro 19914 Galīs, 5 Patavoukas, 6 Giannakīs, 7 Kampourīs, 8 Aggelidīs, 9 Mylōnas, 10 Gasparīs, 11 Lypīridīs, 12 Andritsos, 13 Fasoulas, 14 Papadakos, 15 Papadopoulos,        All. Euthymīs Kioumourtzoglou
Campionato europeo maschile di pallacanestro 19934 Mposganas, 5 Patavoukas, 6 Giannakīs, 7 Kakiousīs, 8 Sigalas, 9 Mpakatsias, 10 Galakteros, 11 Tsekos, 12 Papagiannīs, 13 Fasoulas, 14 Oikonomou, 15 Christodoulou,        All. Euthymīs Kioumourtzoglou
Campionato europeo maschile di pallacanestro 19954 Mpakatsias, 5 Patavoukas, 6 Giannakīs, 7 Stavrakopoulos, 8 Sigalas, 9 Kakiousīs, 10 Alvertīs, 11 Oikonomou, 12 Aggelidīs, 13 Fasoulas, 14 Rentzias, 15 Christodoulou,        All. Makīs Dendrinos
Campionato europeo maschile di pallacanestro 19974 Kalaitzīs, 5 Patavoukas, 6 Mpountourīs, 7 Papanikolaou, 8 Sigalas, 9 Korōnios, 10 Alvertīs, 11 Oikonomou, 12 Myriounīs, 13 Giannoulīs, 14 Rentzias, 15 Christodoulou,        All. Panagiōtīs Giannakīs
Campionato europeo maschile di pallacanestro 19994 Kalaitzīs, 5 Mpalogiannīs, 6 Mpountourīs, 7 Papanikolaou, 8 Sigalas, 9 Korōnios, 10 Alvertīs, 11 Soulīs, 12 Tsakalidīs, 13 Giannoulīs, 14 Kakiouzīs, 15 Karagkoutīs,        All. Kōstas Petropoulos
Campionato europeo maschile di pallacanestro 20014 Kalaitzīs, 5 Chatzīvrettas, 6 Papaloukas, 7 Papanikolaou, 8 Sigalas, 9 Fōtsīs, 10 Alvertīs, 11 Ntikoudīs, 12 Kakiouzīs, 13 Papadopoulos, 14 Rentzias, 15 Giannoulīs,        All. Kōstas Petropoulos
Campionato europeo maschile di pallacanestro 20034 Diamantidīs, 5 Chatzīvrettas, 6 Papaloukas, 7 Papanikolaou, 8 Sigalas, 9 Fōtsīs, 10 Alvertīs, 11 Ntikoudīs, 12 Tsakalidīs, 13 Charisīs, 14 Rentzias, 15 Kakiouzīs,        All. Giannīs Iōannidīs
Campionato europeo maschile di pallacanestro 20054 Papaloukas, 5 Spanoulīs, 6 Zīsīs, 7 Mpourousīs, 8 Vasilopoulos, 9 Fōtsīs, 10 Chatzīvrettas, 11 Ntikoudīs, 12 Tsartsarīs, 13 Diamantidīs, 14 Papadopoulos, 15 Kakiouzīs,        All. Panagiōtīs Giannakīs
Campionato europeo maschile di pallacanestro 20074 Papaloukas, 5 Mpourousīs, 6 Zīsīs, 7 Spanoulīs, 8 Vasilopoulos, 9 Pelekanos, 10 Chatzīvrettas, 11 Ntikoudīs, 12 Tsartsarīs, 13 Diamantidīs, 14 Papadopoulos, 15 Kakiouzis,        All. Panagiōtīs Giannakīs
Campionato europeo maschile di pallacanestro 20094 Kalampokīs, 5 Mpourousīs, 6 Zīsīs, 7 Spanoulīs, 8 Calathes, 9 Fōtsīs, 10 Printezīs, 11 Glyniadakīs, 12 Kaimakoglou, 13 Koufos, 14 Perperoglou, 15 Schortsianitīs,        All. Jonas Kazlauskas
Campionato europeo maschile di pallacanestro 20114 Xanthopoulos, 5 Mpourousīs, 6 Zīsīs, 7 Vasileiadīs, 8 Calathes, 9 Fōtsīs, 10 Papanikolaou, 11 Mauroeidīs, 12 Bramos, 13 Koufos, 14 Sloukas, 15 Kaimakoglou,        All. Īlias Zouros
Campionato europeo maschile di pallacanestro 20134 Sloukas, 5 Mpourousīs, 6 Zīsīs, 7 Spanoulīs, 8 Perperoglou, 9 Fōtsīs, 10 Papanikolaou, 11 Kavvadas, 12 Maurokefalidīs, 13 Kaimakoglou, 14 Bramos, 15 Printezīs,        All. Andrea Trinchieri
Campionato europeo maschile di pallacanestro 20155 Mpourousīs, 6 Zīsīs, 7 Spanoulīs, 8 Calathes, 9 Perperoglou, 10 Sloukas, 12 Kaimakoglou, 13 Koufos, 15 Printezīs, 16 Papanikolaou, 17 Mantzarīs, 34 Antetokounmpo,        All. Fōtīs Katsikarīs
Campionato europeo maschile di pallacanestro 20178 Calathes, 9 Mpourousīs, 10 Sloukas, 11 Pappas, 14 Papagiannīs, 15 Printezīs, 16 Papanikolaou, 17 Mantzarīs, 18 Agravanīs, 19 Papapetrou, 31 Mpogrīs, 43 Antetokounmpo,        All. Kōstas Missas
Campionato europeo maschile di pallacanestro 20222 Dorsey, 4 Lountzīs, 5 Larentzakīs, 7 Agravanīs, 8 Calathes, 10 Sloukas, 14 Papagiannīs, 16 Papanikolaou, 19 Papapetrou, 34 G. Antetokounmpo, 37 K. Antetokounmpo, 43 T. Antetokounmpo,        All. Dīmītrīs Itoudīs

### Giochi del Mediterraneo
Pallacanestro ai I Giochi del MediterraneoArvanitīs, Cholevas, Christoforou, Karalīs, Manias, Matthaiou, Mīlas, Papadīmas, Spanoudakīs, Stefanidīs, Taliadōros, All. Vladimīros Vallas
Pallacanestro ai II Giochi del MediterraneoCholevas, Eutaxias, Karamanlīs, Manias, Matthaiou, Mourouzīs, Papadīmas, Roumpanīs, A. Spanoudakīs, G. Spanoudakīs, Stefanidīs, All. Nikos Nīsiōtīs
Pallacanestro ai V Giochi del MediterraneoAmerikanos, Mparlas, Mpatzios, Chaikalīs, Diamantopoulos, Kolokythas, Larentzakīs, Maglos, Politīs, Trontzos, Tsavas, Zoupas, All. Missas Pantazopoulos
Pallacanestro ai VI Giochi del MediterraneoMparlas, Christoforou, Diamantopoulos, Giannouzakos, Iordanidīs, Katsafados, Kontos, Mpogatsiōtīs, Politīs, Raftopoulos, Stamelos, Trontzos, All. Themīs Cholevas
Pallacanestro ai VII Giochi del MediterraneoAlexandrīs, Diakoulas, Fōsses, Giannouzakos, Giatzoglou, Kastrinakīs, Kokolakīs, Korōnaios, Papageōrgiou, Papazoglou, Petropoulos, Stamelos, All. Richard Dukeshire
Pallacanestro agli VIII Giochi del MediterraneoAndritsos, Gkekos, Giannakīs, Karatzoulidīs, Kastrinakīs, Katsoulīs, Kokolakīs, Korōnaios, Paramanidīs, Petropoulos, Sakellariou, All. Richard Dukeshire
Pallacanestro ai IX Giochi del MediterraneoAndritsos, Christodoulou, Dīmakopoulos, Fasoulas, Filippou, Gkekos, Giannakīs, Kokolakīs, Mallach, Petropoulos, Rōmanidīs, Stauropoulos, All. Kōstas Politīs

## Nazionali giovanili
- Selezioni giovanili della nazionale maschile di pallacanestro della Grecia